# 圣克里斯蒂娜-杰拉
圣克里斯蒂娜-杰拉（義大利語：Santa Cristina Gela），是意大利西西里大区巴勒莫广域市的一个市镇。总面积38平方公里，人口940人，人口密度24.7人/平方公里（2009年）。ISTAT代码为082066。